# Georges I d'Amboise
Georges I d'Amboise (Chaumont-sur-Loire, 1460 – Lione, 25 maggio 1510) è stato un cardinale, arcivescovo cattolico e politico francese.

## Biografia
Nato nel 1460 a Chaumont-sur-Loire da Pietro d'Amboise, di illustre famiglia francese, e da Anna Maria di Bueil, venne destinato alla vita ecclesiastica. Ottenne in breve vari benefici e anche, grazie al favore di cui il fratello primogenito Carlo godeva, dopo il 1474, presso Luigi XI, la nomina ad elemosiniere del re. Entrato a corte, iniziò la sua carriera politica legandosi a Luigi, duca di Orléans, e schierandosi di conseguenza, dopo la morte del re, nel partito avverso ai Beaujeu; a un certo momento, anzi, per sottrarre il giovane Carlo VIII alla influenza dei Beaujeu, complottò con altri, per condurre il re in Bretagna. Scoperta la trama (gennaio 1487) d'Amboise venne arrestato, sottoposto a processo, liberato solo nel febbraio 1489 e confinato nella diocesi di Montauban, di cui era stato nominato vescovo il 17 dicembre 1484. Presto, tuttavia, rientrò nelle grazie del re e ritornò a corte, dove si adoperò per la liberazione di Luigi d'Orléans, prigioniero dal luglio 1488. Il felice esito dei suoi sforzi (giugno 1491) fece di lui il più fidato consigliere del duca, nel mentre gli procurò credito e uffici: ambasciatore straordinario presso gli Svizzeri, nel maggio-giugno 1491, per rinnovare l'alleanza; arcivescovo di Narbona, il 14 marzo 1492; arcivescovo di Rouen, l'agosto 1493. Nel settembre 1494, poi, Luigi di Orléans lo nominava suo luogotenente generale in Normandia, dove il giovane prelato iniziò un'attiva opera di epurazione e di riordinamento, presto tuttavia interrotta dalla prima guerra d'Italia. A questa campagna, tanto l'Amboise quanto il duca di Orléans erano stati avversi; ma, quando Luigi di Orléans marciò contro Ludovico il Moro, occupando Novara (aprile-giugno 1495), il suo consigliere, accorso in Italia nell'aprile, prese parte attiva agli avvenimenti, servendo da intermediario fra Carlo VIII e il duca, e assecondando quest'ultimo nei suoi progetti contro gli Sforza. Con la pace (9 ottobre 1495), d'Amboise tornò ad amministrare la Normandia: fino a che, caduto in disgrazia in seguito ai contrasti tra Carlo VIII e il duca di Orléans, riaperti dalla campagna d'Italia, ne fu allontanato. Si ritirò allora a Blois (inizio del 1498); ma la morte di Carlo VIII (8 aprile 1498), e l'ascesa al trono di Luigi di Orléans lo restituirono quasi subito alla vita pubblica e fecero di lui uno dei più potenti, se non il più potente personaggio della corte di Francia.
Da quel momento sino alla morte, l'Amboise rimase costante ispiratore e primo esecutore della politica regia; e dal momento che questa fu contrassegnata soprattutto dalle guerre d'Italia, d'Amboise ebbe parte assolutamente decisiva nella preparazione e nello svolgimento di esse. D'accordo con Luigi XII nei progetti sul Ducato di Milano, per quanto in alcuni momenti sembrasse non totalmente avverso ai tentativi di conciliazione fatti da Ludovico il Moro, d'Amboise svolse tra il 1498 e il 1499 un'intensa attività diplomatica per preparare l'impresa, dirigendo personalmente le trattative con la Repubblica di Firenze, intervenendo di continuo e in maniera decisiva in quelle con la Repubblica di Venezia e con papa Alessandro VI. La conclusione di queste ultime gli procurò la dignità cardinalizia, concessagli il 17 settembre 1498 col titolo di San Sisto. Iniziata e condotta rapidamente a termine da Gian Giacomo Trivulzio, nel 1499, la campagna contro Ludovico il Moro, l'Amboise venne in Italia, per organizzare il governo francese nel Ducato di Milano e vi ritornò, dopo il breve periodo della restaurazione sforzesca, rimanendovi sino alla definitiva cessazione di ogni ostilità nel ducato (8 giugno 1500). Il Ducato venne riorganizzato con notevole modernità di criteri.
La conquista del Ducato di Milano aprì nuovi orizzonti alla sua attività. Da una parte, per legarsi gli stati italiani, specialmente dell'Italia centrale, in vista della già progettata spedizione contro il Regno di Napoli, egli indusse il re, contro il parere di altri personaggi della corte, ad aiutare la Repubblica di Firenze nella lotta contro Pisa e a sostenere Cesare Borgia nelle guerre in Romagna; ottenne in compenso dal pontefice, il 5 aprile 1501, dapprima per un solo anno, la carica di legato a latere in Francia, rifiutatagli nel 1498. Il pontefice gli conferì anche il potere di revisione sulle sentenze di condanna emesse contro i valdesi prima e dopo la crociata del 1487-88, qualora si fossero registrate irregolarità procedurali.
Per procurare a Luigi XII la regolare investitura del Ducato di Milano da parte dell'imperatore Massimiliano, e per migliorare i rapporti con quest'ultimo, sempre assai precari, d'Amboise iniziò trattative con la corte asburgica, recandosi personalmente a Trento presso Massimiliano a negoziarvi un trattato (13 ottobre 1501). Questo serrato armeggio diplomatico venne reso difficile non soltanto dai contrasti con alcuni Cantoni svizzeri per il possesso di Bellinzona, ma anche e più dalla questione, ormai aperta, del Regno di Napoli, e dalle ostilità tra Francesi e Spagnoli: tanto che il cardinale dovette ritornare in Italia nel 1502, sempre come luogotenente generale, e allestire, nel 1503, una nuova spedizione per il Mezzogiorno. Interruppe questa sua attività la morte di Alessandro VI nell'agosto 1503, evento di capitale importanza per lui, che aspirava alla tiara e che cercò febbrilmente, tra il 10 e il 20 settembre, di assicurarsi i voti dei cardinali. Il tentativo fu vano, e venne eletto il cardinal Piccolomini; e anche nel conclave quasi immediatamente successivo, Georges d'Amboise dovette rinunciare alle sue speranze e consentire all'elezione del cardinal della Rovere (Giulio II). Lo smacco fu grave, non solo per lui, ma per tutta la politica francese, proprio mentre questa ne subiva altri nel Mezzogiorno.
Luigi XII e l'Amboise insistettero allora nella politica di riavvicinamento a Massimiliano e all'arciduca Filippo d'Austria; mentre invece si acuivano i dissidî con Venezia. Il 22 settembre 1504, nei trattati di Blois, si pattuirono l'investitura, non ancora concessa, del Ducato di Milano a Luigi XII; il matrimonio, che rimase però lettera morta, di Claudia di Francia con l'arciduca Carlo, figlio di Filippo d'Austria; e, in accordo segreto, una lega contro Venezia, patrocinata anche da papa Giulio II. Ma questo nuovo sistema di rapporti, basato soprattutto su di una combinazione matrimoniale, durò ben poco. A dispetto dei trattati di Blois, Claudia di Francia sposò Francesco d'Angoulême, cosicché si inasprirono gravemente i rapporti con Massimiliano e con Filippo d'Austria. Sordi contrasti, poi, si determinarono tra la Francia e la Curia romana. Giulio II aveva riconfermato al cardinal d'Amboise la legazione in Francia, aggiungendovi anche Avignone e il Venosino; aveva poi, il 18 dicembre 1506, creato tre cardinali francesi (tra essi un nipote di Georges d'Amboise), in compenso per l'aiuto prestatogli da Luigi XII contro Bologna. Tuttavia Giulio II vedeva con diffidenza l'ascesa del cardinale, già concorrente con lui alla tiara, che, ancora più potente in Francia dopo il processo e la condanna del maresciallo Pierre de Rohan-Gié suo rivale (1504-1506) e potentissimo nella Chiesa, grazie alla sua legazione che gli sottometteva tutto il clero gallicano, godeva anche di molta influenza nel Collegio cardinalizio: giacché, a detta della voce pubblica, il cardinale d'Amboise continuava ad aspirare al pontificato. L'attrito personale tra i due uomini aggravò pertanto il contrasto di carattere politico generale tra Giulio II e Luigi XII, già visibile nel periodo della rivolta di Genova contro il dominio francese (febbraio-aprile 1507). L'Amboise ricercò allora una più stretta collaborazione con Ferdinando il Cattolico. Il riavvicinamento, già sanzionato prima (1505) dal matrimonio di Germana de Foix con il re Cattolico, rimasto vedovo di Isabella di Castiglia, venne riaffermato da una clamorosa manifestazione, il convegno di Savona (giugno 1507) tra il re spagnolo e Luigi XII, assistito da d'Amboise, in cui i protagonisti si accordarono sullo status quo. Ciò voleva significare, nei propositi di Georges d'Amboise, una risposta alle minacce dell'imperatore Massimiliano e un ammonimento per Giulio II.
Dopo breve tempo, la situazione tornò a mutare. Decisi ormai alla lotta contro Venezia, con cui da tempo i rapporti erano divenuti tesi, Luigi XII e il suo consigliere si riavvicinarono a Massimiliano e anche a Giulio II; e il 10 dicembre 1508, d'Amboise stesso firmò con Margherita d'Austria gli accordi di Cambrai, che conducevano alla guerra contro Venezia. Ma, dopo la battaglia di Agnadello (14 maggio 1509), il piano del cardinal d'Amboise venne bruscamente spezzato, per la lentezza e le indecisioni di Massimiliano, e, più ancora, per il sopravvenire dell'accordo tra Venezia e Giulio II, ormai deciso a volgersi contro i Francesi. D'Amboise insisté per la prosecuzione della guerra; ma, dopo mesi di malattia, morì il 25 maggio 1510 a Lione, in tempo per non assistere al fallimento della sua politica.

## Parentela con altri porporati
Giorgio I d'Amboise era zio di tre cardinali:
- Luigi II d'Amboise (1477 – 1511), nominato cardinale 18 dicembre 1506 da Giulio II, era figlio di Carlo I d'Amboise (1430 – 1481), fratello di Giorgio I;
- Giorgio II d'Amboise (1488 – 1550), nominato cardinale da papa Paolo III il 15 dicembre 1546, era figlio di Giovanni IV d'Amboise (1440 – 1516), fratello di Giorgio I;
- Francesco Guglielmo di Castelnau de Clermont-Lodève (1480 – 1541), nominato cardinale il 29 novembre 1503 da papa Giulio II, era figlio di Pietro Tristano, barone di Castelnau-Bretonoux e di Clermont-Lodève, e di Caterina d'Amboise, sorella di Giorgio I.

## Successione apostolica
La successione apostolica è:
- Vescovo Charles de Hangest (1502)
- Vescovo Charles du Hautbois (1506)

## Ascendenza
|                                   |                       |                            | Genitori                       |  |  | Nonni |  |  | Bisnonni               |  |  | Trisnonni              |  |
|                                   |                       |                            |                                |  |  |       |  |  | 8. Hugues II d'Amboise |  |  | 16. Jean III d'Amboise |  |
|                                   |                       |                            |                                |  |  |       |  |  | 8. Hugues II d'Amboise |  |  | 16. Jean III d'Amboise |  |
|                                   |                       | 17. Jeanne de Beaumont     |                                |  |  |       |  |  | 8. Hugues II d'Amboise |  |  |                        |  |
| 4. Hugues III d'Amboise           |                       |                            |                                |  |  |       |  |  | 8. Hugues II d'Amboise |  |  |                        |  |
|                                   |                       | 9. Marguerite de Joinville | 18. Anseau de Joinville        |  |  |       |  |  |                        |  |  |                        |  |
|                                   |                       | 9. Marguerite de Joinville | 18. Anseau de Joinville        |  |  |       |  |  |                        |  |  |                        |  |
|                                   |                       | 9. Marguerite de Joinville | 19. Marguerite de Vaudémont    |  |  |       |  |  |                        |  |  |                        |  |
| 2. Pierre d'Amboise               |                       | 9. Marguerite de Joinville |                                |  |  |       |  |  |                        |  |  |                        |  |
|                                   |                       | 10. Guillaume III Guénand  | 20. Guillaume II Guénand       |  |  |       |  |  |                        |  |  |                        |  |
|                                   |                       | 10. Guillaume III Guénand  | 20. Guillaume II Guénand       |  |  |       |  |  |                        |  |  |                        |  |
|                                   |                       | 10. Guillaume III Guénand  | 21. Brunisende de Thiers       |  |  |       |  |  |                        |  |  |                        |  |
| 5. Jeanne Guénand                 |                       | 10. Guillaume III Guénand  |                                |  |  |       |  |  |                        |  |  |                        |  |
|                                   |                       | 11. Anette d'Amboise       | 22. Hugues d'Amboise           |  |  |       |  |  |                        |  |  |                        |  |
|                                   |                       | 11. Anette d'Amboise       | 22. Hugues d'Amboise           |  |  |       |  |  |                        |  |  |                        |  |
|                                   |                       | 11. Anette d'Amboise       | 23. Marguerite de Rochechouart |  |  |       |  |  |                        |  |  |                        |  |
| 1. Georges I d'Amboise            |                       | 11. Anette d'Amboise       |                                |  |  |       |  |  |                        |  |  |                        |  |
|                                   | 12. Jean III de Bueil | 24. Jean II de Bueil       |                                |  |  |       |  |  |                        |  |  |                        |  |
|                                   | 12. Jean III de Bueil | 24. Jean II de Bueil       |                                |  |  |       |  |  |                        |  |  |                        |  |
|                                   | 12. Jean III de Bueil | 25. Isabelle de Palluau    |                                |  |  |       |  |  |                        |  |  |                        |  |
| 6. Jean IV de Bueil               | 12. Jean III de Bueil |                            |                                |  |  |       |  |  |                        |  |  |                        |  |
|                                   |                       | 13. Jeanne d'Avoir         | 26. Hardouin II d'Avoir        |  |  |       |  |  |                        |  |  |                        |  |
|                                   |                       | 13. Jeanne d'Avoir         | 26. Hardouin II d'Avoir        |  |  |       |  |  |                        |  |  |                        |  |
|                                   |                       | 13. Jeanne d'Avoir         | 27. Amette de Maure            |  |  |       |  |  |                        |  |  |                        |  |
| 3. Anne de Bueil                  |                       | 13. Jeanne d'Avoir         |                                |  |  |       |  |  |                        |  |  |                        |  |
|                                   |                       | 14. Béraud II d'Auvergne   | 28. Béraud I d'Auvergne        |  |  |       |  |  |                        |  |  |                        |  |
|                                   |                       | 14. Béraud II d'Auvergne   | 28. Béraud I d'Auvergne        |  |  |       |  |  |                        |  |  |                        |  |
|                                   |                       | 14. Béraud II d'Auvergne   | 29. Maria de la Vie            |  |  |       |  |  |                        |  |  |                        |  |
| 7. Marguerite-Dauphine d'Auvergne |                       | 14. Béraud II d'Auvergne   |                                |  |  |       |  |  |                        |  |  |                        |  |
|                                   |                       | 15. Marguerite de Sancerre | 30. Jean III de Sancerre       |  |  |       |  |  |                        |  |  |                        |  |
|                                   |                       | 15. Marguerite de Sancerre | 30. Jean III de Sancerre       |  |  |       |  |  |                        |  |  |                        |  |
|                                   |                       | 15. Marguerite de Sancerre | 31. Marguerite de Marmande     |  |  |       |  |  |                        |  |  |                        |  |
|                                   |                       | 15. Marguerite de Sancerre |                                |  |  |       |  |  |                        |  |  |                        |  |